# Jan van den Berghe
Jan van den Berghe (pseudonyme : Jan van Diest), mort en 1559 à Bruxelles, est un poète des Pays-Bas méridionaux. 

## Biographie
Ce rhétoricien et stathouder (littéralement lieutenant, ou bailli) des fiefs du quartier de Malines est mentionné pour la première fois en 1537, quand il succède à J. Casus comme facteur de la chambre de rhétorique De Violieren d'Anvers. 
Il se peut qu'il soit l'auteur de trois refrains envoyés par cette chambre au landjuweel de Gand en 1539.   
Avec Hanneken Lckertant, il remporte le prix d’honneur de la fête du jeu des haies, organisée par la chambre De Lelie de Diest en 1541. 	
En 1543, il prête serment comme facteur à la chambre Den Boeck à Bruxelles. 
Au plus tard en 1551, il devient facteur de la chambre De Violieren d'Anvers. 
Sa devise est Mengt vreucht met sorgen (« Mêlez de la joie aux soucis »).  C’est le registre des Violieren qui attribue De wellustige mensch, un jeu transmis par un manuscrit conservé à La Haye, à Van den Berghe.  En 1556, le registre de la chambre précitée mentionne un jeu Van den Peys, depuis perdu. 
Le registre de la chambre bruxelloise Den Boeck, apprend que, malade, il retourne à Bruxelles, où il meurt.

## Œuvre
Il écrit un nombre de refrains, le jeu allégorique De wellustige mensch, l’esbattement exceptionnel Hanneken Leckertant et une satire élaborée sous forme de refrains, Het leenhof der ghilden, sur les filles débauchées, imprimée en 1564.  
Van Moerkerken juge qu'aucun jeu ne représente avec aussi peu de détours la gourmandise de quelques types populaires que l'esbattement Hanneken Leckertant, qu’il qualifie de « comédie-demœurs  [sic] ».
Het leenhof der ghilden, un poème strophique dont le sujet est inspiré de sa fonction de stathouder, est une allégorie sur le thème de la cour du seigneur de fief.  L’auteur semble avoir voulu manifester une certaine frustration, parce que dans la dernière partie de son poème, il se préoccupé tant de l’abus qu'il a pu observer de si près qu'il oublie l’allégorie pour passer à la satire. La pièce comprend une description, voire une satire, de différents vices et défauts humains, catégorisés et représentés comme des fiefs qui forment ensemble un puissant empire de grande valeur.
De wellustige mensch est une pièce dramatique moralisante typique, avec des personnages allégoriques et assez virtuose selon Kruyskamp.  Le même auteur est d’avis que la pièce est l'un des meilleurs spécimens de l'espèce ; bien qu’elle n’atteigne pas le niveau d'Elckerlyc, une pièce plus ancienne, elle mériterait d’être classée immédiatement après celle-ci.  Le sujet est celui de l’homme du monde qui ne recherche que le plaisir et l’honneur, qui se réjouit de ses possessions et qui ne songe ni à Dieu ni à ses commandements aussi longtemps que tout passe bien pour lui.  Lorsque arrive le jour de « tribulation », des personnages allégoriques représentant des vertus et des péchés se disputent son âme.  Le combat entre la grâce et la colère se termine par l’absolution accordée par la Puissance suprême.

## Liste d'œuvres
- (nl) Trois refrains présentés au landjuweel de Gand de 1539 (=<1539)
- (nl) Hanneken Leckertant (1541)
- (nl) Het leenhof der ghilden (vers 1550)
- (nl) De wellustige mensch (vers 1551)
- (nl) Van den Peys (vers 1556), œuvre perdue